# راونی دل (لسکوواتس)
راونی دل (به صربی: Ravni Del) یک منطقهٔ مسکونی در صربستان است که در لسکواس واقع شده‌است. راونی دل ۷۸ نفر جمعیت دارد.